# Prëmetta
Prëmetta oder auch Prié Rouge ist eine autochthone Rotweinsorte aus dem Aostatal in Italien. Die Rebsorte wird in den Gemeinden Avise, Saint-Nicolas, Arvier, Introd, Villeneuve, Aymavilles, Saint-Pierre, Sarre, Jovençan, Gressan, Aosta und Chambave bis zu einer Höhe von 800 m angebaut. Prëmetta gehört zu einer Familie typische Rebsorten der Alpenregionen des Wallis und des Aostatals.
Der Name Prié Rouge ist aufgrund der zunächst nur vermuteten Verwandtschaft mit dem Prié und aufgrund der rötlichen Beeren entstanden. DNA-Analysen haben diese Verbindung bestätigt.

## Herkunft
Der Prëmetta gehört zu einer Familie von Rebsorten, die sich in der geographischen Insellage der Alpenregionen Italiens und des Wallis in der Schweiz halten konnten. Zu dieser Familie gehören die folgenden Sorten:
- Rotweinsorten: Bonda, Cornalin d’Aoste, Cornalin du Valais, Crovassa, Durize, Eyholzer, Fumin, Goron de Bovernier, Mayolet, Ner d’Ala, Petit-Rouge, Prëmetta/Prié rouge, Roussin, Roussin de Morgex, Vien de Nus, Vuillermin.
- Weißweinsorten: Completer, Himbertscha, Humagne Blanche, Lafnetscha, Petite Arvine, Planscher, Prié Blanc, Resi.

## Synonyme
Die Rebsorte ist auch unter weiteren Name bekannt: Bonda, Neblou, Neblu, Prie Rodzo, Prie Rose, Prie Rouge, Prie Rouzo, Primetta, Prometta, Prumetta.

## Abstammung
Autochthone Rebsorte des Aostatals.

## Phänologische Werte
Die Werte sind zwischen 1994 und 1998 im kleinen Dorf Moncenis in einer Höhe von 750 m in Südlage ermittelt worden:
- Aufbrechen der Knospen: 13. April
- Blühen: 12. Juni
- Reife: 22. August
- Ernte: 15. Oktober